# マリアン・アンダーソン
マリアン・アンダーソン（Marian Anderson, 1897年2月27日 - 1993年4月8日）は、アメリカ合衆国の歌手。同国で20世紀屈指の歌い手だった。音楽評論家のアラン・ブライスは「彼女の声は豊かで、生まれながらに美しい煌めくようなコントラルトだった」と評する。1925年から1965年にかけてアメリカとヨーロッパ中の主要な演奏会場でコンサートやリサイタルを行い、著名なオーケストラと共に歌唱を披露した。ヨーロッパの多数の重要なオペラ団から役の打診を受けるも、演技の稽古をしたことがないという理由で断っていた。歌う場面をコンサートやリサイタルに限ることを好んでいたわけだが、そうした場では、しかし、オペラのアリアも披露していた。演奏会用作品からリート、オペラ、アメリカ民謡、霊歌にまで及んだ幅広い歌のレパートリーを反映し、多くの録音が遺されている。1940年から1965年の間はドイツ系アメリカ人のピアニストであるフランツ・ルップが専属で伴奏者を務めた。
アンダーソンは、20世紀中盤のアメリカにおいて人種的偏見を克服しようとする黒人アーティストの闘争において有力な存在となった。1939年に「アメリカ革命の娘たち」（Daughters of the American Revolution）はアンダーソンに対し、同団がワシントンDCに所有するコンサートホール（DAR Constitution Hall）で人種の区別をしない聴衆に向かって歌う許可を出さなかった。この事件により国際社会から彼女に集まった注目は、クラシック音楽の音楽家へのものとしては異例なものとなった。時のファースト・レディであったエレノア・ルーズベルトとその夫フランクリン・ルーズベルトの助力により、1939年4月9日のイースターの日曜日、アンダーソンは首都に位置するリンカーン記念堂の階段上からの野外コンサートで歌唱して喝采を浴びた。彼女の歌を聴きに人種の別なく7万5千人の群衆が集い、ラジオには数百万人が聴き入った。
アメリカの黒人アーティストのために壁を打ち破り続けたアンダーソンは、1955年1月7日に黒人として初めてニューヨークのメトロポリタン・オペラの舞台に立った。このときの演目はジュゼッペ・ヴェルディの『仮面舞踏会』で、彼女が舞台でオペラの役を歌ったのはこの公演が唯一であった。
数年間にわたって国連の自由権規約人権委員会の使節並びにアメリカ合衆国国務省の親善大使を務め、世界中でコンサートを行った。1960年代にはアフリカ系アメリカ人公民権運動に参画し、1963年のワシントン大行進でも歌を披露している。1963年に大統領自由勲章、1977年に議会名誉黄金勲章、1978年にケネディ・センター名誉賞、1986年にNational Medal of Arts、1991年にグラミー賞の特別功労賞生涯業績賞を受賞するなど、数多くの栄誉に輝いている。

## 幼少期と初期キャリア
1897年2月27日、フィラデルフィアに生を受けた。父はジョン・バークリー・アンダーソン（1872年頃-1910年）、母はアニー・デリラ・ラッカー（1874年-1964年）であった。父はフィラデルフィア市街地にあるレディング・ターミナル（英語版）で氷と石炭を販売していた人物で、後に小さな酒屋も開いている。母は結婚前にリンチバーグにあるヴァージニア・セミナリー・アンド・カレッジ（英語版）に少々在籍していたことがあり、バージニアで学校教員として働き小さな子供たちの世話をして収入を得ていた。マリアンは一家の3人の子どもの年長であった。2人の妹、アリス（1899年-1965年）とエセル（1902年-1990年）も歌手になっている。エセルはジェームズ・デプリーストと結婚し、その下の子どもであるジェームズ・アンダーソン・デプリーストは著名な指揮者となった。

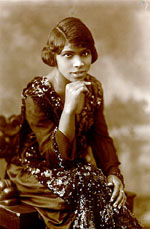
アンダーソン 1920年

アンダーソンの両親はいずれも信心深いキリスト教徒であり、一家はサウス・フィラデルフィアのユニオン・バプティスト教会で活動していた。とりわけ教会の音楽活動に熱心であったマリアンの父方のおばであるメアリーが姪の才能を見抜き、彼女の説得によりマリアンは6歳の時に教会の児童合唱に加入する。その中で彼女はソロや二重唱を行うようになり、その相手はしばしばメアリーが務めた。また、マリアンはおばに連れられ地元の教会やキリスト教青年会（YMCA）の演奏会、慈善演奏会、その他街中の音楽イベントに出かけていた。彼女は自らが歌手としてのキャリアを追求した理由におばの影響を認めている。まだ6歳の頃からおばはマリアンが地元の行事で歌えるように手はずを整え、数曲の歌唱で25セントから50セントを受け取ることができた。10代になった時分には歌で4ドルから5ドルを稼ぐようになっていたが、これは20世紀初頭にあっては大きな金額であった。10歳で歌手のエマ・アザリア・ハックリー率いる合唱団体に参加し、しばしば独唱を任されている。1919年3月21日にフィラデルフィアのジョン・ワナメイカー百貨店のエジプト・ホールで行われた3月音楽祭では、ロバート・カーティス・オグデン・バンドと合唱協会による演奏会で主演歌手を務めた。
アンダーソンが12歳だった1909年のクリスマスの数週間前、父がレディング・ターミナルでの作業中に頭を打つ事故に遭った。彼は1か月後に心不全で34年の生涯を閉じる。残されたマリアンと一家は父方の祖父ベンジャミンと祖母イザベラの家に身を寄せることになった。祖父は奴隷に生まれて1860年代に奴隷解放を経験しており、アンダーソン一族で最初にサウス・フィラデルフィアに居を構えた人物であった。その家で暮らすこととなったマリアンは祖父と非常に仲良く暮らすようになるが、彼は一家が移り住んだちょうど1年後にこの世を去った。
アンダーソンはスタントン・グラマー・スクールに通い1912年の夏に卒業した。しかし、彼女の家庭では高校の授業料は賄えず、音楽レッスンに資金を出すこともできなかった。それでもアンダーソンは可能な場合はいつでも歌うことを続けていき、教えてくれようとする人からは誰からでも学んでいった。10代の時期は教会での音楽活動に精を出し続けたが、もはや成人の合唱隊に深く関わっていた。バプティスト若年者ユニオンとキャンプ・ファイヤーに加盟するが、得られる音楽活動の機会は限られたものだった。最終的にはピープルズ・コーラスと教会の牧師であるレヴェレンド・ウェズリー・パークス、そして黒人コミュニティの長たちが必要な資金を用立てし、彼女はメアリー・ソーンダーズ・パターソンに歌の指導を受けるとともにサウス・フィラデルフィア高校にも通えるようになり、同校を1921年に卒業した。
白人専門の音楽学校であったフィラデルフィア音楽アカデミー（現フィラデルフィア芸術大学）に応募したアンダーソンは、肌の色を理由に門前払いを受ける。彼女が応募しようとした際に、窓口の女性は「有色人種は受け入れていない」と応じたという。これにくじけなかったアンダーソンはフィラデルフィアの黒人コミュニティーからの継続的援助を頼って地元で私的に特訓できる道を模索し、はじめはアグネス・レイフスナイダー、次いでジュゼッペ・ボゲッティの薫陶を受けた。ボゲッティとは高校で主役を獲得したことをきっかけに知り合った。彼のオーディションに臨んだアンダーソンが『深き河』を歌うと、ほどなくボゲッティは涙を流したのであった。ボゲッティはニューヨークのタウン・ホール（英語版）で英語、ロシア語、イタリア語、ドイツ語の音楽による演奏会を企画したが、1924年4月に行われたこのリサイタルにはほとんど客が入らず演奏評も芳しくなかった。1925年にニューヨーク・フィルハーモニックの後援で開催された歌唱コンテストで1等賞を獲得し、アンダーソンに最初の大きな転機が訪れた。優勝者として掴んだ1925年8月26日の同オーケストラとの共演によるコンサートは、たちまち聴衆と評論家の双方からの賛辞で迎えられることになる。アンダーソンはニューヨークに留まり、フランク・ラ・フォージの下で更なる研鑽を積んだ。この頃、ニューヨーク・フィルハーモニックを通じて面識を得たアーサー・ジャドソンが彼女のマネージャーに就いている。これ以降の数年間にアメリカ国内で多数のコンサートに出演するも、人種に関する偏見によりキャリアに大きな弾みをつけるには至らなかった。1928年には初めてカーネギー・ホールの舞台に立っている。ついにヨーロッパに赴くことを決意したアンダーソンはサラ・カイエについて何か月も特訓を行い、その後ヨーロッパツアーを成功させることとなる。

## ヨーロッパでの名声
1933年、ロンドンのウィグモア・ホールでヨーロッパデビューを飾ったアンダーソンは熱狂を巻き起こした。1930年代のはじめは演奏旅行でヨーロッパ中を巡ったが、ここではアメリカで経験したような人種差別に出会うことはなかった。1930年の夏にスカンジナビアへ赴いた際、フィンランドのピアニストであるコスティ・ヴェハーネンに出会う。彼は数年にわたって彼女の伴奏者と務めるとともに声楽コーチとなった。また、ヘルシンキではヴェハーネンを通じて彼女の演奏を聴きに来ていたジャン・シベリウスにも会っている。アンダーソンの歌唱に感銘を受けたシベリウスは彼らを自宅へ招待し、妻に伝統的なコーヒーの代わりにシャンパンを持ってこさせた。シベリウスはアンダーソンの歌について、北欧の魂を貫くことができていると感じたという評を彼女自身へと伝えた。たちまち意気投合した2人の友情はさらにプロとしてのパートナーシップへと発展を遂げ、長年にわたりシベリウスはアンダーソンが歌えるように歌曲を編曲、作曲していった。1939年に「孤独」という歌曲をアンダーソンへと献呈している。この作品は元来1906年の付随音楽『ベルシャザールの饗宴』の中の「ユダヤ人の少女の歌」であり、それが管弦楽組曲が編まれた際に「孤独」の部分となったものである。
1934年、インプレサリオのSol Hurokはアンダーソンがそれまでアーサー・ジャドソンと結んでいたものより条件の良い契約を提示した。こうしてアンダーソンは引退まで彼をマネージャーとすることになり、彼の説得に応じてアメリカへ歌いに戻ってくることになる。1935年、ニューヨークのタウン・ホールで2度目となるリサイタルに出演すると、音楽評論家からは非常に好意的な評価を得た。続く4年間は全米、ヨーロッパ中を演奏旅行しながら過ごした。ヨーロッパの複数の会社からオペラの役の打診を受けたものの、彼女には演技の経験がなかったためそうした依頼を全て断っている。しかし数多くのオペラアリアをスタジオ録音しており、それらはベストセラーになった。
アンダーソンと伴奏のヴェハーネンは1930年代半ばをヨーロッパでの演奏旅行を続けながら過ごした。西ヨーロッパの首都の街を巡り、ロシアを訪れてスカンジナビアへ再び戻ると、何千人もの彼女のファンがいる小さな町や村に「マリアン・フィーバー」を巻き起こした。彼女が数々のヨーロッパの作曲家、主要オーケストラの指揮者らに気に入られるのに時間はかからなかった。1935年のザルツブルクへのツアーでは、指揮者のアルトゥーロ・トスカニーニが彼女の声は「100年に1度しか聴くことのできない」ような声であると本人に伝えている。
1930年代終盤、アンダーソンは米国でリサイタルを年間約70公演ほど行っていた。そのとき既に高い知名度を誇っていたが、その名声をもってしてもアメリカ国内の演奏旅行では若い黒人歌手へ向けられる偏見は完全にはなくならなかった。特定のホテルでは部屋の使用を拒否されたり、一部レストランでは食事をさせてもらえなかったのである。この差別が理由となり、人種への寛容を訴えていた物理学者のアルベルト・アインシュタインが多くの場面でアンダーソンを自らのもとに泊めた。最初は1937年にプリンストン大学での公演前にあるホテルに宿泊拒否を受けた時のことである。アンダーソンが最後に彼に宿を借りたのは、アインシュタインが没する数か月前の1955年であった。

## リンカーン記念堂公演

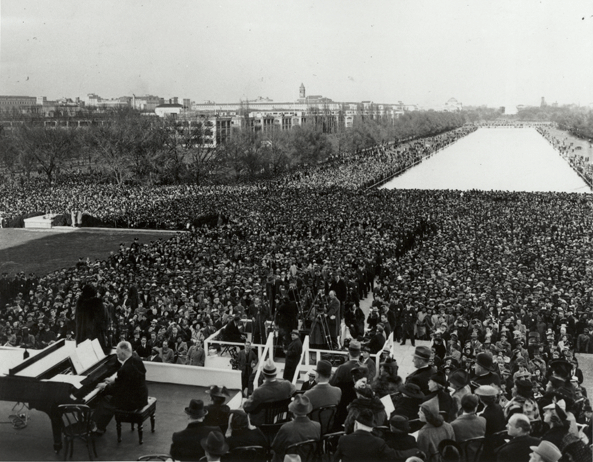
リンカーン記念堂でのコンサートに臨むアンダーソン 1939年

1939年、「アメリカ革命の娘たち」（Daughters of the American Revolution； DAR）は同団が所有するコンサートホール（DAR Constitution Hall）でアンダーソンが人種を隔てない聴衆に向かって歌うことを許可しなかった。当時のワシントンD.C.は人種隔離の残る街で、黒人のパトロンたちはホールの後ろに座らされることに狼狽した。また、同ホールは当時のコロンビア特別区法がこうしたイベントのために必要と定めていた、人種隔離された化粧室を備えていなかった。さらに同区の教育局は白人専用高校の講堂使用申請も却下した。
全米黒人地位向上協会の創設者のひとりでコロンビア特別区内の人種間委員会の議長だったチャールズ・エドワード・ラッセルの招集により会議が開催され、これがマリアン・アンダーソン市民会議（MACC）を形成することになった。この市民会議は数十の組織、教会の長、市内の活動家からなり、中にはBrotherhood of Sleeping Car Porters、Washington Industrial Council-CIO、アメリカ労働総同盟、National Negro Congressが名を連ねた。MACCは2月20日にチャールズ・ハミルトン・ヒューストンを議長に選出し、教育局を監視、請願署名を集めて次回の教育局の会議に合わせて大規模抗議行動を計画した。

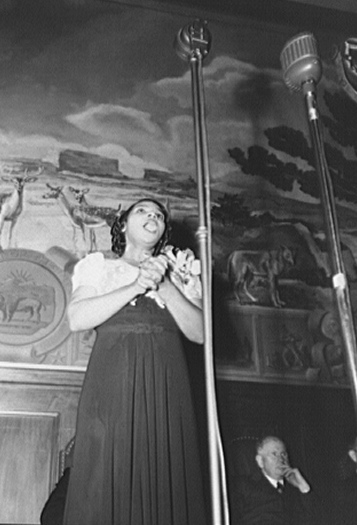
1939年のコンサートを記念してアメリカ合衆国内務省にて 1943年

引き起こされた怒りの結果として、ファースト・レディであったエレノア・ルーズベルトを含む数千人ものDARの会員が組織を脱会する事態となった。彼女はDARに宛てた書簡にこう記している。「偉大なアーティストに対しコンスティテューション・ホール使用を拒否する態度を取られたことに真っ向から反対します。（中略）あなた方には啓発の道を導く機会がありましたが、貴会はそれをし損なったように私には思われます。」
ゾラ・ニール・ハーストンはエレノア・ルーズベルトがコロンビア特別区教育局に対しての意見を公に表明していないことを非難した。特別区は民主主義議会の統制下にあり、アンダーソンのコンサートが計画された際にはじめは却下し、次に人種による隔離を実施しようとしたのである。
論争が広がりを見せるとアメリカの新聞はアンダーソンの歌唱する権利を大々的に擁護した。フィラデルフィア・トリビューン紙は次のように書き立てた。「国を愛する心と堕落した心の区別もつかないヨボヨボの老婆の一団が、国家的無作法をはたらいて慈悲深いファースト・レディに頭を下げさせた。」南部の新聞にもアンダーソンを擁護するものがあった。リッチモンド・タイムズ・ディスパッチ紙はこう書いている。「今日の人種的不寛容、すなわち第三帝国であからさまに示されたもの、D.A.R.の使用拒否のような行動（中略）は、いっそう嘆かわしく思われるのである。」
エレノア・ルーズベルトの要請により、大統領のフランクリン・ルーズベルト、当時全米黒人地位向上協会の幹事を務めていたウォルター・フランシス・ホワイト、アンダーソンのマネージャーで興行主のSol Hurok、内務長官のハロルド・L・イケスがリンカーン記念堂の階段上での野外コンサートを計画した。開催は復活祭の日曜日にあたる4月9日、アンダーソンはいつものようにヴェハーネンの伴奏で現れた。『My Country, 'Tis of Thee』から歌い始められたこの演奏会は肌の色の異なる75,000人の群衆を魅了し、国中で何百万人もの人がラジオに耳を傾けた一大事件となった。
2か月後、ヴァージニア州リッチモンドで開催された全米黒人地位向上協会の第30回会議に合わせて全国放送のラジオ（NBCとCBS）でスピーチを行ったエレノア・ルーズベルトは、アンダーソンの優れた功績を称えて1939年のスピンガーン・メダルを授与した。
この出来事を題材としたドキュメンタリー映画はアメリカ国立フィルム登録簿に選ばれている。

## 中期キャリア

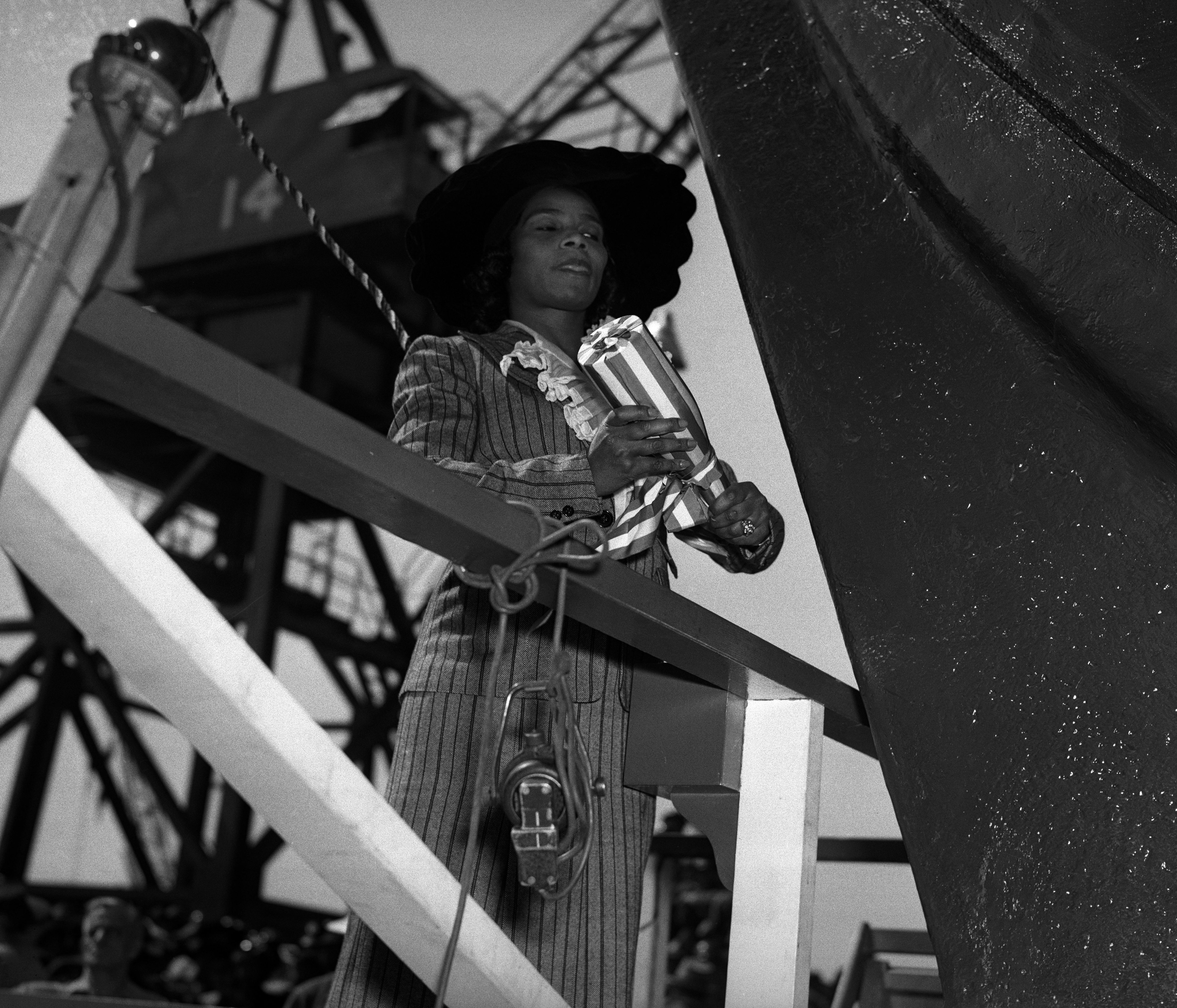
リバティ船SS Booker T. Washingtonの命名を行うアンダーソン 1942年

第二次世界大戦と朝鮮戦争の間、アンダーソンは病院や基地で兵士を慰問した。1943年にはDARの招待に応じて、かつて歌うことを禁じられたホールで人種を区別しない聴衆へ歌を披露した。これはアメリカ赤十字社のための慈善事業の一環であった。彼女はこの出来事について次のように語っている。「ようやくコンスティテューション・ホールの舞台へ歩み出た私でしたが、他のホールにいる時と気持ちは変わりませんでした。勝利の感覚というものはありませんでした。美しいホールだと思いましたし、そこで歌えることをとても幸せに感じました。」対照的に、コロンビア特別区教育局は引き続き彼女が区内の高校の講堂を使用することを禁止し続けた。
1943年7月17日、コネチカット州べセルでアンダーソンは建築家のオーフィアス・H.フィッシャー（1900年-1986年）、通称キングと結婚した。彼は10代の頃にアンダーソンに結婚を申し込んだことがあり、彼にとってはこれが2回目の結婚であった。式は合同メソジスト教会の牧師ジャック・グレンフェルにより私的に挙行された。その内容はグレンフェルの妻であるクラリン・コフィン・グレンフェルが著書『Women My Husband Married, including Marian Anderson』の中で「The 'Inside' Story」として綴っている。

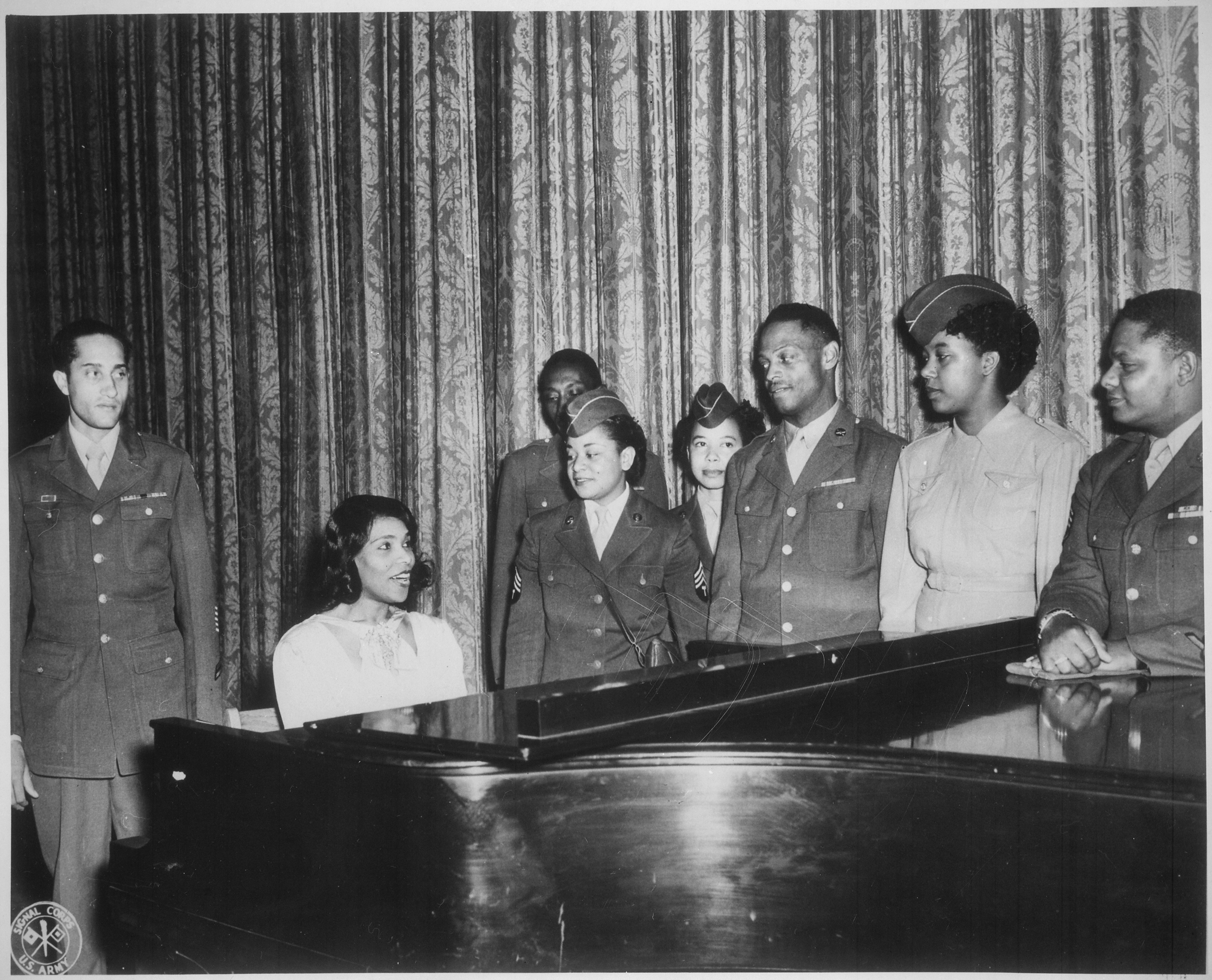
サン・アントニオ市立公会堂で海外退役軍人と婦人陸軍部隊の一団を慰労するアンダーソン 1945年

クラリン・グレンフェルによると式は当初牧師館で行われる予定であったが、直前になってべセル合同メソジスト教会の芝地で予定されていたベイク・セールが市内のエルムウッド墓地にあるエルムウッド教会へ移動し、結婚式が私的なものとなるよう取り計らったということである。
この結婚により、夫が前妻アイダ・グールドとの間に儲けた息子のジェームズ・フィッシャーがアンダーソンの継息子となった。3年前の1940年にニューヨーク、ニュージャージー、コネティカットをくまなく探し、2人はダンベリーに100-エーカー (0.40 km2)の農場を購入していた。フィッシャーは数年を費やしてこの土地に多くの離れを建て、そうした中には妻のために設計された防音使用のリハーサルスタジオもあった。一家は約半世紀にわたってこの場所を住居とした。
1955年1月7日、アンダーソンはアフリカ系アメリカ人として初めてニューヨークのメトロポリタン歌劇場の舞台に立った。この時の演目はジュゼッペ・ヴェルディの『仮面舞踏会』で、総支配人のルドルフ・ビングに招かれた彼女はウルリカ役を歌った。アンダーソンは後にこの夜のことを回想して次のように述べた。「第2場で緞帳が上がると私がその舞台の上にいて、魔女のお茶をかき混ぜているのです。震えました、そして最初の音を歌い出す前に聴衆が拍手に拍手を重ね、私は自分の身が固く縮こまっていくのを感じたのです。」この公演の後に彼女がメトロポリタン・オペラの舞台に姿を見せることはなかったが、同社から永世社員の称号を贈られた。翌年には自叙伝『My Lord, What a Morning』を出版、ベストセラーとなった。
1957年には大統領ドワイト・D・アイゼンハワーの就任式で歌い、アメリカ合衆国国務省とAmerican National Theater and Academyの親善大使としてインド並びに極東地方を演奏旅行して回った。12週間かけて35,000マイル (56,000 km)を旅して24の演奏会を開催した。この後、アイゼンハワー大統領によって国際連合の自由権規約人権委員会の使節に任命された。同年にはアメリカ芸術科学アカデミーのフェローにも選出されている。1958年にはそれまで務めていた米国の「親善大使」の役割を改め、正式に国連への使節に選任された。
1961年1月20日にジョン・F・ケネディの大統領就任式で歌唱し、翌1962年にはホワイトハウスのイーストルームでケネディ大統領や高官らを前に歌を披露するとオーストラリアへ演奏旅行に出た。1960年代には公民権擁護のために活動し、人種平等会議、全米黒人地位向上協会、アメリカ＝イスラエル文化財団（英語版）のために慈善演奏会を開催した。1963年にはワシントン大行進でも歌唱した。同年には改めて制定された大統領自由勲章の初回の31人の受章者のひとりに選ばれている。これは「アメリカ合衆国の国益や安全、または世界平和の推進、文化活動、その他の公的・個人的活動に対して特別の賞賛に値する努力や貢献を行った個人」に贈られる勲章である。アルバム『Snoopycat: The Adventures of Marian Anderson's Cat Snoopy』 をリリースしており、ここには彼女が可愛がった黒猫に関する短い話や歌が盛り込まれた。1965年には原子力潜水艦ジョージ・ワシントン・カーヴァーの名付け親になる。同年のうちに引退ツアーを完了したアンダーソンは公の舞台での歌唱から引退した。この世界ツアーは1964年10月24日のコンスティテューション・ホールを皮切りとし、1965年4月18日のカーネギー・ホール公演にて締めくくられた。

### ダンベリーの一市民として
アンダーソンは100エーカーあった元の農園の半分を売却し、1940年からは残りの50エーカーにマリアンナ・ファームと名付けてそこで暮らしていた。ウェスタン・ダンベリーのミル・プレイン、ジョーズ・ヒル・ロードに面した場所で、1961年12月には南東部に州間高速道路84号東線、国道6号線、国道202号線のインターチェンジが開設された。同農場は1996年にコネチカット州の自由の史跡60選のひとつに選ばれた。スタジオはダンベリー市街地に移築されてマリアン・アンダーソン・スタジオとなっている。
町の住人としてのアンダーソンは有名人であるからと先を譲られることを拒み、店やレストランでは列に並んで順番を待った。ダンベリー・フェアに訪れることでも知られていた。クリスマスの電飾点灯式では市役所で歌唱を披露し、ダンベリー高校でコンサートを開いた。ダンベリー音楽センターの役員を務めるとともに、全米黒人地位向上協会ダンベリー支部のチャールズ・アイヴズ芸術センターを援助した。

## 晩年

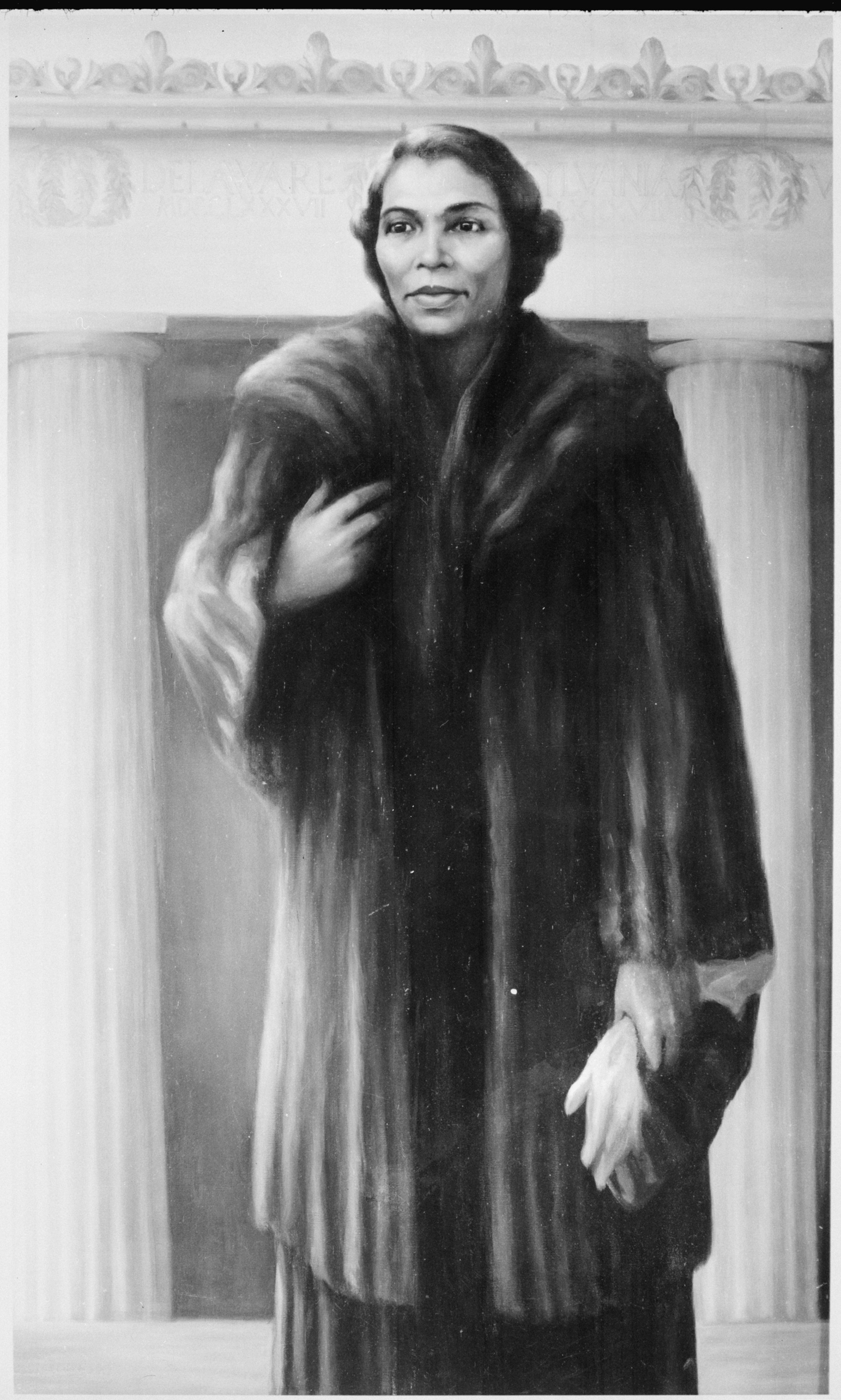
全身肖像画 ベッツィ・グレーヴズ・レイノー画

1965年に歌を引退してからもアンダーソンは表舞台に姿を現し続けた。アーロン・コープランドの『リンカーンの肖像』で時おり語りを務め、1976年にサラトガ・スプリングズで作曲者自身が指揮したフィラデルフィア管弦楽団による演奏でも舞台に上がった。
1986年、43年間連れ添ったアンダーソンの夫、オーフィアス・フィッシャーがこの世を去った。アンダーソンはその後1992年、死の前年までマリアンナ・ファームに留まった。地所は造成業者の手に渡っていたが、ダンベリー市を含め数々の保存活動家がアンダーソン・スタジオを保存するため闘った。その努力が実り、コネチカット州の資金を獲得したダンベリー博物館・歴史協会が建物を移設、修復して2004年に一般公開した。スタジオ内部が見学できるだけでなく、アンダーソンのキャリアの節目を飾る写真や記念の品々が展示されている。
アンダーソンは1993年4月8日、うっ血性心不全により96歳で他界した。このひと月前には発作に見舞われていた。前年に甥で指揮者のジェームズ・デプリーストの元に移り住んでおり、このオレゴン州ポートランドの家で最期を迎えている。彼女はペンシルベニア州コリングデールのエデン墓地（英語版）で眠りについている。

## 受賞歴
- 1939: 全米黒人地位向上協会 スピンガーン・メダル（英語版）[41]
- 1963: 大統領自由勲章
- 1973: ペンシルベニア大学グリー・クラブ メリット・アワード[42]、
- 1973: National Women's Hall of Fame[43]
- 1977: 国連平和賞
- 1977: ニューヨーク市 ハンデル・メダリオン（英語版）、
- 1977: 議会名誉黄金勲章[44]、
- 1978: ケネディ・センター名誉賞
- 1980: アメリカ合衆国財務省 0.5オンス記念金貨[注 6]
- 1981: ジョージ・ピーボディ・メダル（英語版）
- 1984: ニューヨーク市 エレノア・ルーズベルト人権賞[注 7]
- 1986: National Medal of Arts
- 1991: グラミー特別功労賞生涯業績賞（英語版）
- ハワード大学、テンプル大学、スミス大学からそれぞれ名誉博士号[18]

## 影響

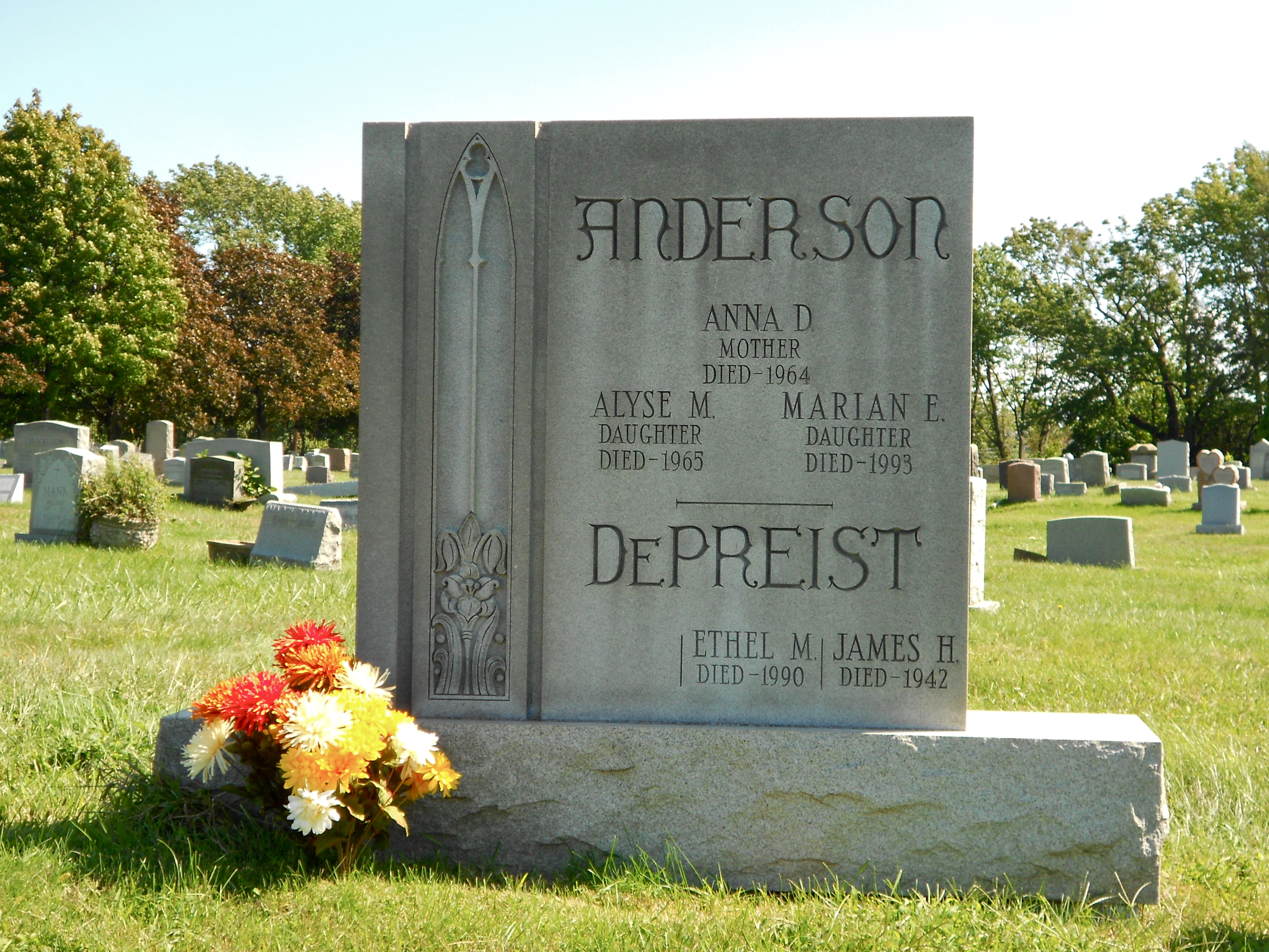
エデン墓地にあるアンダーソンの墓

アンダーソンの生涯と芸術は幾人もの作家や芸術家に霊感を与えた。彼女はレオンティン・プライスとジェシー・ノーマンの両者に手本を示し勇気を与えた。1999年には『My Lord, What a Morning: The Marian Anderson Story』と題された1幕の音楽劇がジョン・F・ケネディ・センターで上演された。アンダーソンの回顧録を表題に採ったミュージカルが1956年にヴァイキングから出版されている。2001年には1939年の出来事を扱ったドキュメンタリー映画『Marian Anderson: The Lincoln Memorial Concert』が「文化的、歴史的、または美学的に重要」であるとして、アメリカ議会図書館によりアメリカ国立フィルム登録簿に登録されて保存されることが決まった。
2002年、学者のモレフィ・ケテ・アサンテは著書『100 Greatest African Americans』にアンダーソンを加えた。2006年1月27日には黒人の遺産シリーズの一環としてアメリカ合衆国郵便公社からアンダーソンを称える記念切手が発行されている。また、米国貯蓄債のシリーズI、5,000米ドルの債券にも肖像が描かれた。米国財務省の2016年4月20日の発表によれば、米国で女性参政権を認めた第19次憲法改正から100周年を記念して2020年に発行される5ドル紙幣において、エレノア・ルーズベルトや婦人参政権論者と共にアンダーソンが背面に描かれるという。
フィラデルフィアに位置するマリアン・アンダーソン・ハウスは2011年にアメリカ合衆国国家歴史登録財に登録されている。

## マリアン・アンダーソン賞
マリアン・アンダーソン賞は、アンダーソンが1943年にフィラデルフィア市のボック賞を受賞して10,000ドルを獲得したことを機に、彼女の名前にちなんで創設された。彼女は賞金を用いて歌唱コンテストを立ち上げ、若い歌い手たちを支援した。最終的には1976年に賞の運営母体の基金が底をつき、団体は解散することになった。賞は1990年に再建され、毎年25,000ドルが贈られている。
1998年には賞の変更が行われ、マリアン・アンダーソン賞は人道的分野で主導的な役割を示す、歌手に限定しない一人前の芸術家に授与されることになった。

## 伝記的文献
- Hamilton, David. (1987). The Metropolitan Opera Encyclopedia: A Comprehensive Guide to the World of Opera. New York, London, Toronto, Sydney, Tokyo: Simon and Schuster, p. 22. ISBN 0-671-61732-X.
- Hamilton, Mary. (1990). A–Z of Opera. New York, Oxford, Sydney: Facts On File, p. 17. ISBN 0-8160-2340-9.
- Rosenthal, Harold and John Warrack (1979, 2nd ed.). The Concise Oxford Dictionary of Opera. London, New York and Melbourne: Oxford University Press, p. 11. ISBN 0-19-311318-X.
- Sadie, Stanley and Christina Bashford. (1992). The New Grove Dictionary of Opera. London: Macmillan Publishers Ltd. Vol. 1, p. 123. ISBN 0-935859-92-6.
- Sadie, Stanley and John Tyrrell. (2001).The New Grove Dictionary of Music and Musicians. London: Macmillan Publishers Ltd. Vol. 1, p. 615. ISBN 0-333-60800-3.
- Warrack, John and Ewan West (1996 3rd ed.). The Concise Oxford Dictionary of Opera. New York: Oxford University Press, p. 13. ISBN 0-19-280028-0.
- Kennedy Center, "Biography of Marian Anderson"
- Virtual Museum of History, "Marian Anderson"
- FemBio, "Marian Anderson"
- Bach Cantatas, "Biography and Bach Cantatas Recordings"
- Carlton Higginbotham, "Biography of Marian Anderson"

## 学術的文献
- Raymond Arsenault, The Sound of Freedom: Marian Anderson, the Lincoln Memorial, and the concert that awakened America (2009). ISBN 1-59691-578-1
- Freedman, Russell, The Voice that Challenged a Nation: Marian Anderson and the Struggle For Equal Rights (New York: Clarion Books, 2004). ISBN 978-0-618-15976-5
- Keiler, Allan (2000). Marian Anderson: A Singer's Journey. Scribner. ISBN 9780684807119
- Sims-Wood, Janet L, Marian Anderson, An Annotated Bibliography and Discography (Connecticut: Greenwood Press, 1981). ISBN 978-0-313-22559-8
- Voice of America segment on Marian Anderson
- Online exhibition at the University of Pennsylvania Library, largest online collection of images, includes Anderson's papers, audio and film archives.
- Marian Anderson Historical Society